# Пирз (тауншип, Миннесота)
Пирз (англ. Pierz) — тауншип в округе Моррисон, Миннесота, США. На 2000 год его население составило 513 человек.

## География
По данным Бюро переписи населения США площадь тауншипа составляет 72,9 км², из которых 72,9 км² занимает суша, водоёмов нет.

## Демография
По данным переписи населения 2000 года здесь находились 513 человек, 161 домохозяйство и 141 семья.  Плотность населения —  7,0 чел./км².  На территории тауншипа расположено 165 построек со средней плотностью 2,3 построек на один квадратный километр. Расовый состав населения: 100,00 % белых. Испанцы или латиноамериканцы любой расы составляли 0,19 % от популяции тауншипа.
Из 161 домохозяйств в 46,0 % воспитывались дети до 18 лет, в 77,0 % проживали супружеские пары, в 3,7 % проживали незамужние женщины и в 12,4 % домохозяйств проживали несемейные люди. 11,2 % домохозяйств состояли из одного человека, при том 4,3 % из — одиноких пожилых людей старше 65 лет. Средний размер домохозяйства — 3,19, а семьи — 3,43 человека.
32,9 % населения — младше 18 лет, 7,4 % — в возрасте от 18 до 24 лет, 26,9 % — от 25 до 44, 23,6 % — от 45 до 64, и 9,2 % — старше 65 лет. Средний возраст — 33 года. На каждые 100 женщин приходилось 129,0 мужчин.  На каждые 100 женщин старше 18 приходилось 121,9 мужчин.
Средний годовой доход домохозяйства составлял 40 682 доллара, а средний годовой доход семьи —  43 750 долларов. Средний доход мужчин —  28 438  долларов, в то время как у женщин — 20 865. Доход на душу населения составил 15 071 доллар. За чертой бедности находились 10,8 % семей и 13,0 % всего населения тауншипа, из которых 14,4 % младше 18 и 17,4 % старше 65 лет.